# Bravo (stacja telewizyjna UK)
Bravo – brytyjska stacja telewizyjna należąca do Living TV Group (Sky plc). Kanał kierowany był głównie dla mężczyzn.
Stacja rozpoczęła emisję 31 grudnia 1985 roku. Początkowo nadawane były czarno-białe filmy z lat 50. i 60. XX wieku, z czasem pojawiły się takie seriale jak: Chuck, Uczciwy przekręt, MacGyver czy Bonanza, a także programy i transmisje sportowe. 
1 stycznia 2011 roku kanał telewizyjny Bravo zakończył nadawanie.